# Вилијамспорт (Мериленд)
Вилијамспорт (енгл. Williamsport) град је у америчкој савезној држави Мериленд.

## Демографија
По попису из 2010. године број становника је 2.137, што је 269 (14,4%) становника више него 2000. године.
| Група             | 2000.         | 2010.         |
| Белци             | 1.836 (98,3%) | 2.028 (94,9%) |
| Афроамериканци    | 15 (0,8%)     | 54 (2,5%)     |
| Азијати           | 3 (0,2%)      | 7 (0,3%)      |
| Хиспаноамериканци | 5 (0,3%)      | 23 (1,1%)     |
| Укупно            | 1.868         | 2.137         |